# A. J. Bramlett
Aaron Jordan „A. J.“ Bramlett (* 10. Januar 1977 in DeKalb (Illinois), Vereinigte Staaten) ist ein ehemaliger US-amerikanischer Basketballspieler.

## Werdegang
Nach seiner Schulzeit an der La Cueva High School im US-Bundesstaat New Mexico spielte Bramlett von 1995 bis 1999 an der University of Arizona. 1997 gewann er mit der Hochschulmannschaft unter der Leitung von Trainer Lute Olson den NCAA-Meistertitel. Bramlett wurde von Olson bestätigt, innerhalb der Saison 1996/97 eine größere Weiterentwicklung vollzogen zu haben, als jeder andere zuvor von ihm betreute Spieler. Bramlett gewann die Meisterschaft an der Seite von Spielern wie Mike Bibby, Michael Dickerson, Jason Terry, Miles Simon und Bennett Davison. Im Endspiel erzielte Bramlett vor 47 000 Zuschauern im RCA Dome von Indianapolis drei Punkte sowie sechs Rebounds und blockte drei gegnerische Würfe. Er führte in den Spieljahren 1996/97, 1997/98 und 1998/99 Arizonas Mannschaft in der Rebound-Wertung an.
Als Berufsbasketballspieler versuchte Bramlett zunächst, in der NBA unterzukommen. Nach acht Einsätzen für die Cleveland Cavaliers verlor er Anfang Januar 2000 seinen Platz im Aufgebot und spielte im weiteren Verlauf der Saison 1999/2000 bei den La Crosse Bobcats in der US-Liga CBA. Ab der Saison 2000/01 spielte er in Spaniens Liga ACB. Bis 2006 blieb er in dem Land, allein vier Jahre bei CE Lleida Bàsquet. In 185 ACB-Spielen insgesamt kam Bramlett auf einen Mittelwert von 12,1 Punkten und 7,1 Rebounds je Begegnung. Von 2006 bis 2008 stand er in Lettland bei ASK Riga unter Vertrag. 2007 wurde er mit Riga lettischer Meister, die Nachrichtenseite eurobasket.com zeichnete ihn anschließend als besten Innenspieler der lettischen Liga in der Saison 2006/07 aus.